# Stazione di Shin-Hikida
La stazione di Shin-Hikida (新疋田駅?, Shin-Hikida-eki) è una stazione ferroviaria della città di Tsuruga, nella prefettura di Fukui in Giappone. La stazione è gestita dalla JR West e serve la linea principale Hokuriku).

## Linee
JR West
■ Linea principale Hokuriku

## Struttura
La stazione è costituita da due marciapiedi laterali con 2 binari in superficie al livello del terreno.
| 1 | ■ Linea principale Hokuriku | per Tsuruga                |
| 2 | ■ Linea principale Hokuriku | per Maibara, Kyoto e Ōsaka |

## Stazioni adiacenti
| ≪                         | Servizio                  | ≫                         |
| Linea principale Hokuriku | Linea principale Hokuriku | Linea principale Hokuriku |
| ------------------------- | ------------------------- | ------------------------- |
| Ōmi-Shiotsu               | Locale                    | Tsuruga                   |